# 드라이빙 레슨
드라이빙 레슨(Driving Lessons)은 영국에서 제작된 제레미 브락 감독의 2006년 코미디, 드라마, 멜로/로맨스 영화이다. 줄리 월터스 등이 주연으로 출연하였고 줄리아 채스먼 등이 제작에 참여하였다.

## 출연

### 주연
- 줄리 월터스
- 루퍼트 그린트
- 탐신 에거튼

### 조연
- 로라 리니
- 찬드라 루에그
- 미셸 던칸

## 제작진
- Co-PD: 알렉산드라 퍼거슨
- 의상: 로빈 프레이저-페인
- 배역: 프리실라 존